# قارئة الفنجان
قارئة الفنجان هي واحدة من أشهر الأغاني لعبد الحليم حافظ غناها في أبريل 1976، ولحنها محمد الموجي من مقام النهاوند. وهي بالأصل قصيدة لنزار قباني تحمل نفس الاسم مع اختلاف بسيط في بعض الكلمات والأبيات.

## الخلفية
بعد أن انتهى عبد الحليم حافظ من قراءة قصيدة لنزار قباني في إحدى دواوينه وأعجب بها قرر غنائها، لكنه اعترض على بعض الكلمات في القصيدة، فحاول الاتصال بنزار قباني الذي كان يتنقل ما بين أكثر من دولة عربية وأوروبية، وبعد محادثات طويلة، اقتنع نزار بوجهة نظر عبد الحليم.

## التلحين
- استغرق محمد الموجي سنتين في تلحين القصيدة ﴿حسب ما قال في لقاء له مع مجلة «فن»﴾، وقد لحن بعض المقاطع أكثر من لحن وبمقامات موسيقية مختلفة لكي يختار عبد الحليم منها، فما كان من عبد الحليم إلا أن اختارها كلَّها، فمثلاً مقطع «بحياتك يا ولدي امرأةٌ» يغنيه عبد الحليم بلحنين مختلفين، وكذلك بالنسبة لمقطع «ستفتش عنها يا ولدي»،[2] وهذا الأمر نادر الحدوث في الغناء العربي. وجدير بالذكر أن الموجي أثناء انشغاله بتلحين هذه القصيدة قام بتلحين أغنية وطنية جميلة من النوع الخفيف لعبد الحليم هي أغنية «النجمة مالت ع القمر».
- لكن الأغنية مرت بأزمة كان من الممكن أن تقضي عليها في مهدها، إذ حدث احتباس في صوت محمد الموجي، فكانت هناك صعوبة في نقل اللحن إلى نوتات موسيقية، وعندما انتهى نقل النوتات، كان لا يزال على موعد الحفل 12 يوماً فقط، وكان عبد الحليم يجري تدريباته ﴿بروفاته﴾ عادةً في 45 يوماً، فقرر عبد الحليم إلغاء الحفل، لكنه تراجع بتأييد من صديقه مجدي العمروسي، وبعد أن أقسم أعضاء الفرقة الماسية، وعلى رأسهم قائدها أحمد فؤاد حسن، بأن يعملوا 12 ساعة يومياً على التدريبات.[3]

## غناء القصيدة

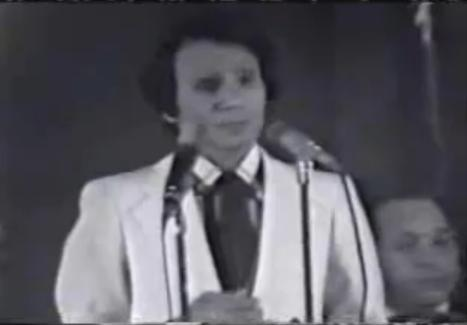
عبد الحليم يغني قارئة الفنجان في آخر حفلاته الخارجية (دمشق 1976).

- في عيد شم النسيم في أبريل 1976 غنى عبد الحليم هذه القصيدة،[4] وبالرغم من أن أغلب الجمهور استقبلها باستحسان، إلا أن فئة منهم كانت تصدر الهتافات والصفير طوال الوقت، وليس في نهايات المقاطع كما هو معتاد، فقام عبد الحليم بقوله «بس بقه»، كما قام بالتصفير مثلهم، فانتقدته الصحف المصرية بحده، فحاول عبد الحليم في أكثر من لقاء توضيح موقفه، منها لقاءه مع مجلة آخر ساعة.[بحاجة لمصدر] وقد نُقل عن الفنانة سعاد حسني أن صفوت الشريف هو من دبر هذه الأحداث. وربما كان السبب الخلافات السابقة مع سعاد، وعبد الحليم.[5]
- لكن لم يكن أحد يدري آنذاك أن هذه القصيدة هي آخر أغنية يقدمها عبد الحليم بعد ربع قرن من الغناء، ويمكن اعتبارها من أفضل أغانيه.
- حققت الأغنية نجاحاً كبيراً، فحتى عام 1993 كان قد بيع منها حوالي مليونين نسخة،[6] ورغم أن هذا العدد ليس أكبر الأرقام، إلا أنها حققت مبيعات متواصلة على مدى أكثر من ثلاثين سنة.
- كانت هذه الأغنية أيضاً من أفضل ما قدم محمد الموجي من ألحان، وهو الذي لحن أغنية «صافيني مرة» عام 1952، هي التي أدت إلى شهرة عبد الحليم، وقال الموجي في لقاء له مع مفيد فوزي أنه لم يقدم بعد «قارئة الفنجان» أغنية في مستواها، وإجمالا فإن أشهر لحن قدمه الموجي بعد وفاة عبد الحليم يمكن أن يكون أغنية «عيون القلب» من غناء نجاة الصغيرة.

## كلمات الأغنية

تسجيل استوديو للقصيدة صدر في الذكرى الخامسة عشر لعبد الحليم (1992).

جلسَت والخوف بعينيها تتأمل فنجاني المقلوب
قالت يا ولدي لا تحزن فالحب عليك هو المكتوب
يا ولدي قد مات شهيداً من مات فداءاً للمحبوب
بصّرت ونجّمت كثيراً
لكني لم أقرأ أبداً فنجاناً يشبه فنجانك
بصّرت ونجّمت كثيراً
لكني لم أعرف أبداً أحزاناً تشبه أحزانك
مقدورك أن تمضي أبداً في بحر الحب بغير قلوع
وتكون حياتك طول العمر كتاب دموع
مقدورك أن تبقى مسجوناً بين الماء وبين النار
فبرغم جميع حرائقه، وبرغم جميع سوابقه
وبرغم الحزن الساكن فينا ليل نهار
وبرغم الريح وبرغم الجو الماطر والإعصار
الحب سيبقى يا ولدي أحلى الأقدار
بحياتك يا ولدي امرأةٌ عيناها سبحان المعبود
فمها مرسوم كالعنقود، ضحكتها أنغام وورود
والشعر الغجري المجنون يسافر في كل الدنيا
قد تغدو امرأة يا ولدي يهواها القلب هي الدنيا
لكن سماءك ممطرة وطريقك مسدودٌ مسدود
فحبيبة قلبك يا ولدي نائمة في قصرٍ مرصود
من يدخل حجرتها، من يطلب يدها
من يدنو من سور حديقتها، من حاول فكّ ضفائرها
يا ولدي مفقودٌ مفقود
ستفتِّش عنها يا ولدي في كل مكان
وستَسأل عنها موج البحر وتسأل فيروز الشطآن
وتجوب بحاراً وبحاراً، وتفيض دموعك أنهاراً
وسيكبر حزنك حتى يصبح أشجاراً أشجارا
وسترجع يوماً يا ولدي مهزوماً مكسور الوجدان
وستعرف بعد رحيل العمر بأنك كنت تطارد خيط دخان
فحبيبةُ قلبك ليس لها أرض أو وطن أو عنوان
ما أصعب أن تهوى امرأةً يا ولدي ليس لها عنوان

## وصلات ذات علاقة
وصلات من موقع يوتيوب حول أغنية قارئة الفنجان:
- قارئة الفنجان-حفلة نادي الجزيرة على يوتيوب
- مضايقة الجمهور لعبد الحليم أثناء غناء قارئة الفنجان على يوتيوب
- قارئة الفنجان حفلة دمشق أغسطس 1976 على يوتيوب
- تسجيل ستوديو نادر بجودة عالية، قارئة الفنجان على يوتوب